# کارلی (شهرستان گافوریسکی، باشقیرستان)
کارلی (انگلیسی: Karly, Gafuriysky District, Republic of Bashkortostan) یک شهرک در شهرستان گافوریسکی استان باشقیرستان کشور روسیه است.